# Merle Haggard
Merle Ronald Haggard (6. dubna 1937 Oildale, Kalifornie – 6. dubna 2016 Palo Cedro, Kalifornie) byl americký countryový zpěvák a skladatel, jeden z nejvýznamnějších představitelů tzv. „bakersfieldského soundu“.
Jeho život velmi poznamenala smrt otce v roce 1945, když bylo Merlemu 8 let. Matka musela od té doby pracovat a na své tři syny měla málo času. Merle Haggard brzy začal být vzpurný a od 12 let páchal různé drobné krádeže. Ve 14 letech utekl z domova a jezdil stopem a na nákladních vlacích. Několikrát byl v polepšovně. Během života měl problémy se zákonem ještě vícekrát, například v roce 1957 byl tři roky ve vězení za pokus o vyloupení motorestu v Bakersfieldu.
Ve 12 letech mu starší bratr dal svou použitou kytaru. Merle se na ni naučil hrát sám podle gramofonových desek. Jeho vzory tehdy byli například Bob Wills, Lefty Frizzell a Hank Williams. Poprvé vystoupil v baru za pár dolarů a pár piv. Před koncertem Lefty Frizzella v Bakersfieldu se mu podařilo s několika kamarády vniknout do zákulisí a zapívat Frizzelovi několik písní. Toho zaujaly natolik, že umožnil Haggardovi, aby je mohl předvést publiku ještě před svým vlastním vystoupením. Haggard sklidil potlesk, to významně ovlivnilo jeho další životní dráhu. Ve vězení v San Quentinu zažil legendární koncert Johnnyho Cashe. Zde se definitivně rozhodnul, že se chce stát profesionálním muzikantem.
První singly vydal po roce 1960, úspěchy v hitparádách s nimi měl od roku 1963. První album mu vyšlo v roce 1965, následovalo dalších sedmdesát šest desek. Jedno z nejúspěšnějích bylo album duetů s Williem Nelsonem, Pancho and Lefty, které vyšlo v roce 1983. Za svou kariéru měl 38 hitů číslo jedna, třikrát získal Cenu Grammy a čtyřikrát dosáhl na platinovou desku.
Za jeho největší hity jsou považovány písně „Mama Tried“ (1968), „Sing Me Back Home“ (1968) a „Okie from Muskogee“ (1969). V roce 1994 byl uveden do countryové hudební síně slávy (Country Music Hall of Fame).
Od prosince 2015 byl v Kalifornii hospitalizován pro léčbu zápalu plic. Následně se zotavil, ale odložil několik vystoupení. V březnu 2016 došlo k jeho dalšímu přijetí do nemocnice opět pro pneumonii. Zemřel 6. dubna 2016, v den svých 79. narozenin.

## Písně přetextované do češtiny
- „The Legend of Bonnie and Clyde“ – „Vůz do Tennessee“ (Mirek Hoffmann a White Stars)
- „I Threw Away the Rose“ – „Bída s nouzí“ (Mirek Hoffmann a Greenhorns)
- „I Take a Lot of Pride in What I Am“ – „Mám radost“ (Rangers – Plavci)
- „Billy Overcame His Size“ – „Billy špunt“ (Rangers – Plavci)
- „Okie from Muskogee“ – „Já tajně cvičím“ (Michal Tučný a Fešáci)
- „Okie from Muskogee“ – „Zvony z Harmony“ (Grošáci)
- „I'm a Lonesome Fugitive / The Fugitive“ – „Zlaté zvony“ (Jindra Šťáhlavský a Foucmouk)
- „Irma Jackson“ – „Motel nonstop“ (Petr Spálený)
- „Sing Me Back Home“ – „Cítím ten kouř“ (Petr Spálený)
- „Wake Up“ – „Lenko“ (Petr Spálený)

- „The Legend of Bonnie and Clyde“ – „Legenda o Bonie a Clydeovi“ (Martin Žák)
- „Mama Tried“ – „Mámo, nevím sám“ (Martin Žák)
- „If We Make It Throught December“ – „Pokud v prosinci to zvládnem“ (Martin Žák)
- „Hungry Eyes“ – „Hladové oči“ (Martin Žák)
- „Workin´ Man Blues“ – „Blues pracujícího muže“ (Martin Žák)
- „Daddy Frank / The Guitar Man“ – „Tatík Frank“ (Martin Žák)
- „What I’ve Been Meaning to Say“ – „Co jsem si přál tehdy říct“ (Martin Žák)